# Николо ди Пьетро
Николо ди Пьетро; также Никколо ди Пьетро Венециано, Никколо Парадизо (итал. Nicolò di Pietro, Niccolo di Pietro Veneziano, Nicolò Paradiso; 1394—1427) — итальянский живописец периода проторенессанса венецианской школы. С 1394 по 1427 год работал в Венеции

## Жизнь и творчество

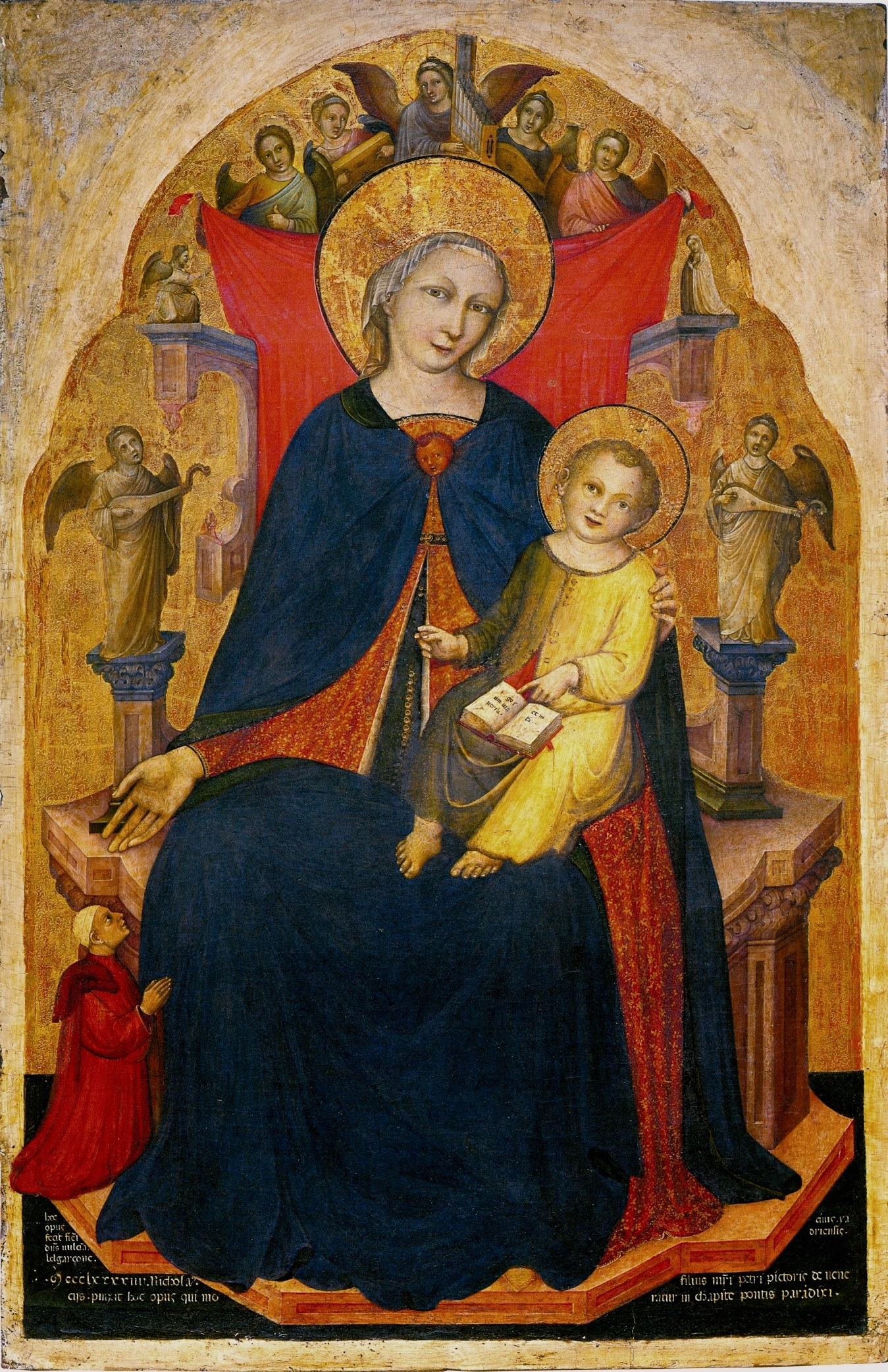
Мадонна с Младенцем, ангелами и донатором (полиптих Бельгарцоне) 1394. Галерея Академии, Венеция

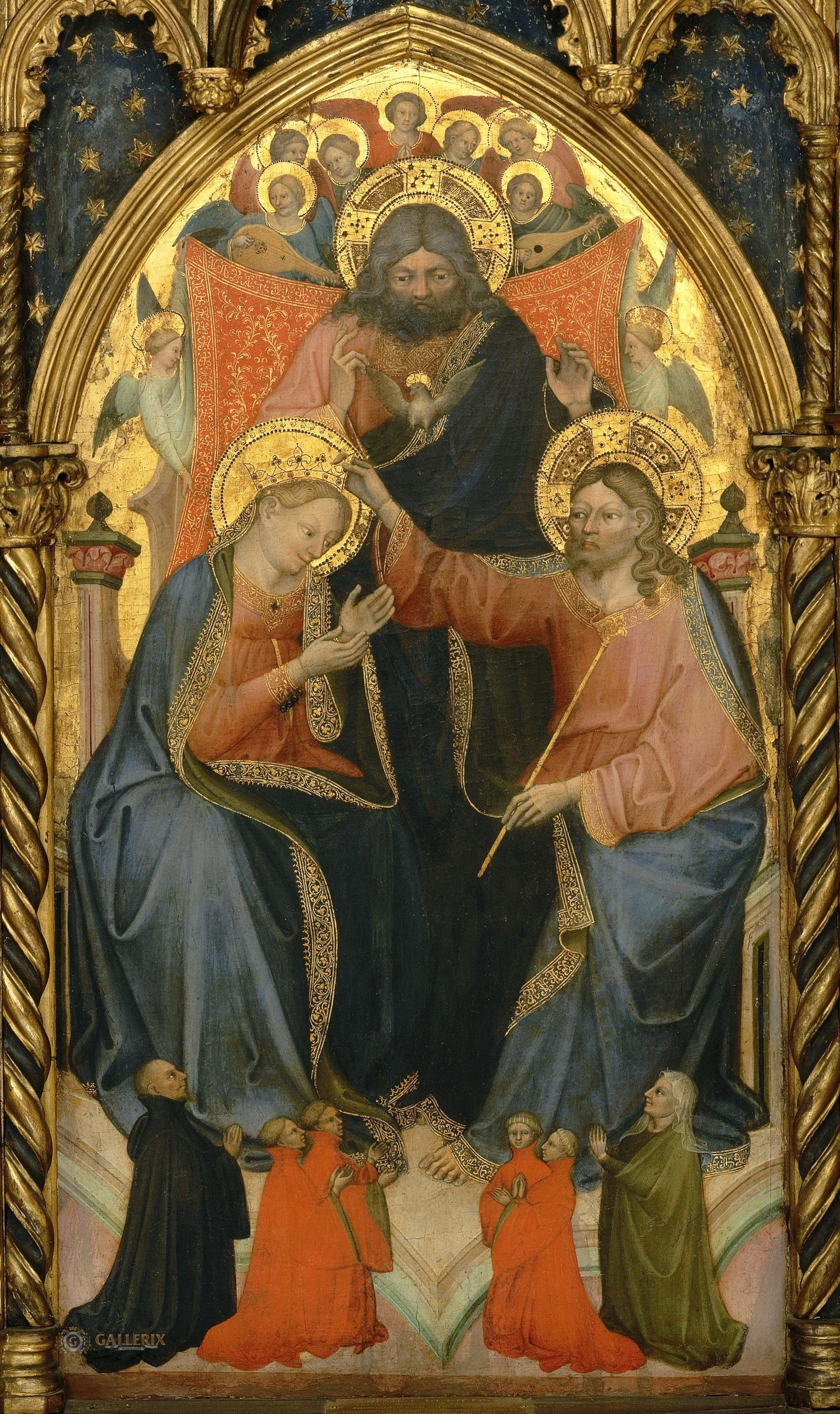
Коронование Марии. 1394—1404. Галерея Брера, Милан

Точные даты рождения и смерти художника неизвестны. В архивных документах и в надписях на картинах его имя прослеживается с 1394 по 1430 год: в 1394 году имя художника появилось на первой имеющей дату картине; 12 июня 1405 года он в качестве свидетеля фигурирует в завещании некой Маргериты, вдовы Бартоломео Фустиньяри; в 1408 году богатый торговец Франческо Амади заказал художнику запрестольный образ в дополнение к алтарю работы Джентиле да Фабриано; 4 апреля 1427 года в документе имеющем отношение к его сыну Марко Николо ди Пьетро упоминается как умерший («paradixi filius quondam Nicolai pictoris»); в 1430 году упоминался в последний раз в документе, связанном со свадьбой его дочери Антонии. Свои работы художник подписывал «Nicolo Paradisi», обозначая этим, что он жил в Венеции возле моста Парадизо. Его подпись на картине «Мадонна с Младенцем и донатором» (1394, Галерея Академии, Венеция) с лёгкой руки исследователя начала XIX века Джован Мария Сассо послужила причиной путаницы, так как этот автор был уверен, что работа принадлежит Никколо Семитеколо. Это недоразумение продолжалось более века.
Николо ди Пьетро принадлежал к артистическому роду, который, по меньшей мере, в трёх поколениях играл заметную роль в художественной жизни Венеции. Его дед Никколо упоминается как художник, его отец Пьетро ди Никколо назван в контрактах вместе с живописцами Донато и Катарино (ни одного подписанного произведения от него не осталось; итальянский учёный Андреа де Марки считает, что так называемый Мастер полиптиха Торре ди Пальме и Пьетро ди Никколо — это один и тот же художник). В последние годы всё более утверждается точка зрения, что самый известный венецианский живописец второй половины XIV века Лоренцо Венециано был братом отца художника — Пьетро ди Никколо. Если эта версия верна, то Николо ди Пьетро, следовательно, был племянником Лоренцо. Поскольку в творчестве Лоренцо и Николо ди Пьетро ярко выражено стремление к адаптации стиля интернациональной готики: исследователи считают, что это семейство было главным проводником северного, готического влияния в венецианском искусстве.
С другой стороны, в творчестве Николо просматривается влияние болонской школы, которая в XIV веке благодаря таким мастерам, как Витале да Болонья, Томмазо да Модена и Джованни да Болонья, была одной из ведущих в развитии более реалистического и жизнеподобного прочтения религиозных сюжетов. В связи с этим некоторые исследователи считают, что Николо ди Пьетро мог быть учеником Джованни да Болонья, так как в завещании последнего от 23—24 октября 1389 упоминается некий «Nicolao suo disipulo» («его ученик Николо»).
Кроме того, Николо ди Пьетро был современником прославленного мастера Джентиле да Фабриано, едва ли не лучшего итальянского художника, работавшего в стиле интернациональной готики; в 1408 Джентиле выполнял работы в венецианском Дворце Дожей, и его изысканная манера не могла не сказаться на более поздних произведениях Николо.
Существуют только две подписанные художником работы, вокруг которых исследователи с разной степенью уверенности собирают стилистически близкие произведения, приписывая их Николо. В мировых музеях и частных коллекциях находится целый ряд картин, которые можно отнести к венецианской живописи конца XIV — начала XV веков; атрибуция некоторых из них меняется от одного искусствоведа к другому; они то приписываются современнику Николо венецианцу Якобелло дель Фьоре, то вновь Николо ди Пьетро.

## Основные произведения
К наиболее бесспорным произведениям Николо относят следующие:
- «Коронование Девы Марии» (до 1394, Палаццо Барберини, Рим)
- Полиптих из неизвестной церкви: центральная панель «Мадонна с Младенцем» (Музей Фогг; ранее считалась работой Якобелло дель Фьоре), боковые панели — «Св. Людовик Тулузский» и «Св. Николай Барийский» (Фонд Чини, Венеция) и «Иоанн Креститель» и «Св. Пётр» (частное собрание). Полиптих относят к ранним произведениям Николо, до 1394 года; остальные его части неизвестны.
- «Мадонна с Младенцем, ангелами и донатором» (Галерея Академии, Венеция). Картина имеет дату — 1394 — и подпись художника HOC/OPUS/FECIT FIERI/DNS VULCA/BELGARCONE/CIVIS. YA/DRIENSIS/MCCCLXXXXIIII.NICOLA/FILIUS MRI PETRI PICTORISDE VENE/CIIS PINXIT HOC OPUS QUI MO/RATUR IN CHAPITE PONTIS PARADIXI (Работа сделана по заказу Вульчано Бельгарцоне в 1394 г. Никола, живущий у подножья моста Парадизо, сын венецианского художника Пьетро написал это произведение). Ранее она была центральной частью полиптиха. Вульчано Бельгарцоне, житель города Задара в Далмации, заказал этот полиптих для церкви Сан-Доменико, однако от многочастного алтаря сохранилась только эта картина.
- «Коронование Девы Марии» (ок. 1400,100×54 см;) — Галерея Брера, Милан.
- «Распятие» (расписной крест), выполненный Николо совместно с резчиком Катерино Маранцони. Имеет дату — 1404, подписи авторов и был изготовлен для церкви Сант-Агостино в Веруккьо (ныне хранится в Национальной пинакотеке, Болонья).
- «Святая Урсула» (Музей-Метрополитен, Нью-Йорк). Федерико Дзери считал эту работу одним из лучших достижений художника. Исследователи датируют её приблизительно 1410 годом (то есть после 1408 года), так как в ней ощущается влияние Джентиле да Фабриано. Размеры 94×87,7 см говорят о том, что картина была когда-то составной частью алтаря, однако попытки привязать «Святую Урсулу» к каким-либо существующим работам Николо остались неубедительными.

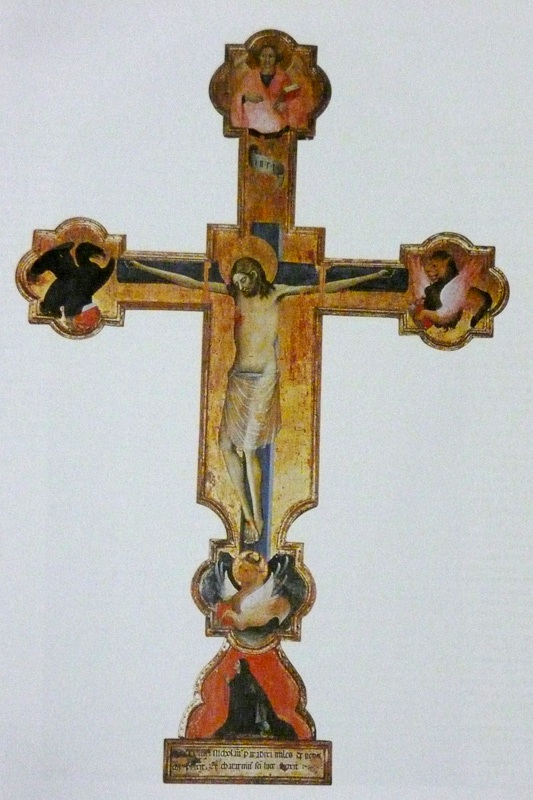
Распятие. 1404. Пинакотека, Болонья
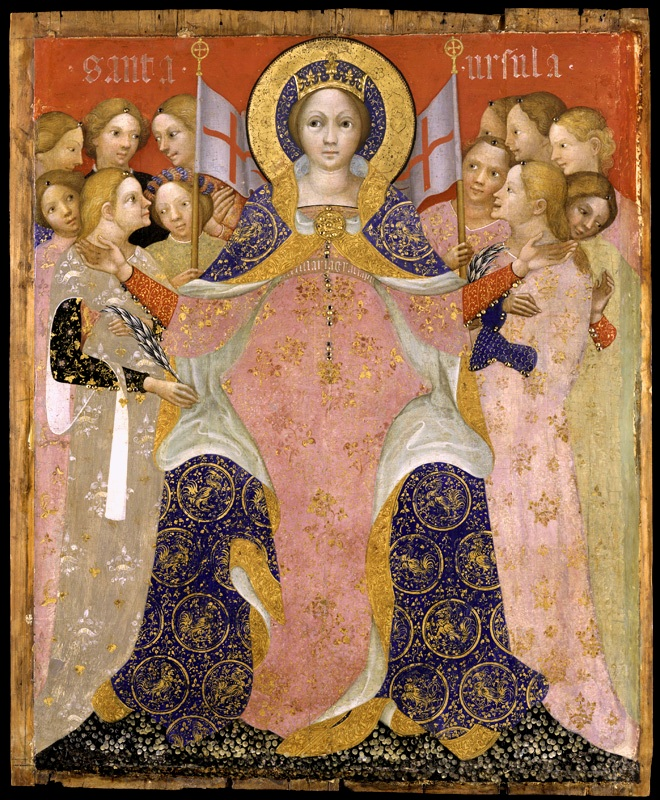
Святая Урсула. Ок. 1410. Метрополитен-музей, Нью-Йорк
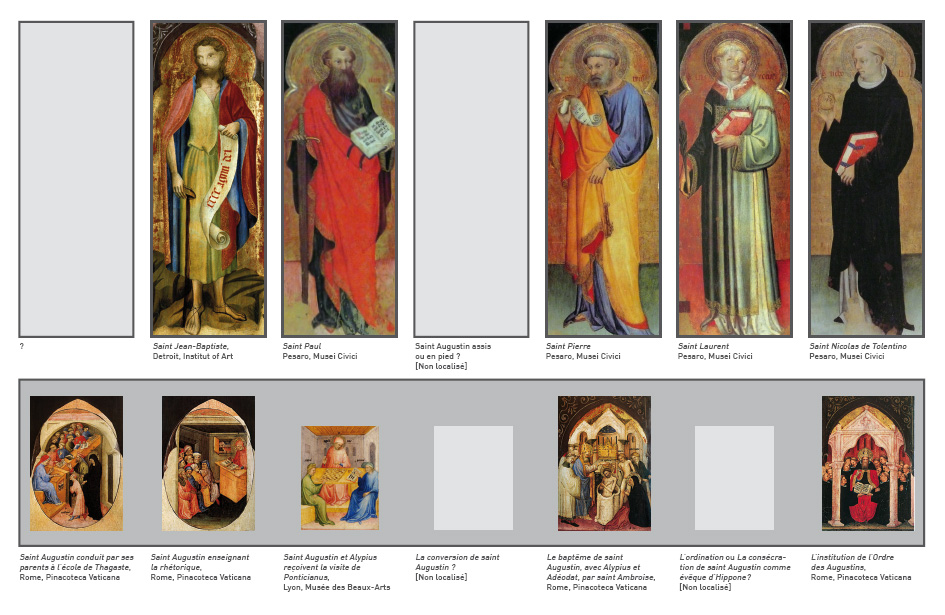
Полиптих Святого Августина. 1413—1415. Реконструкция
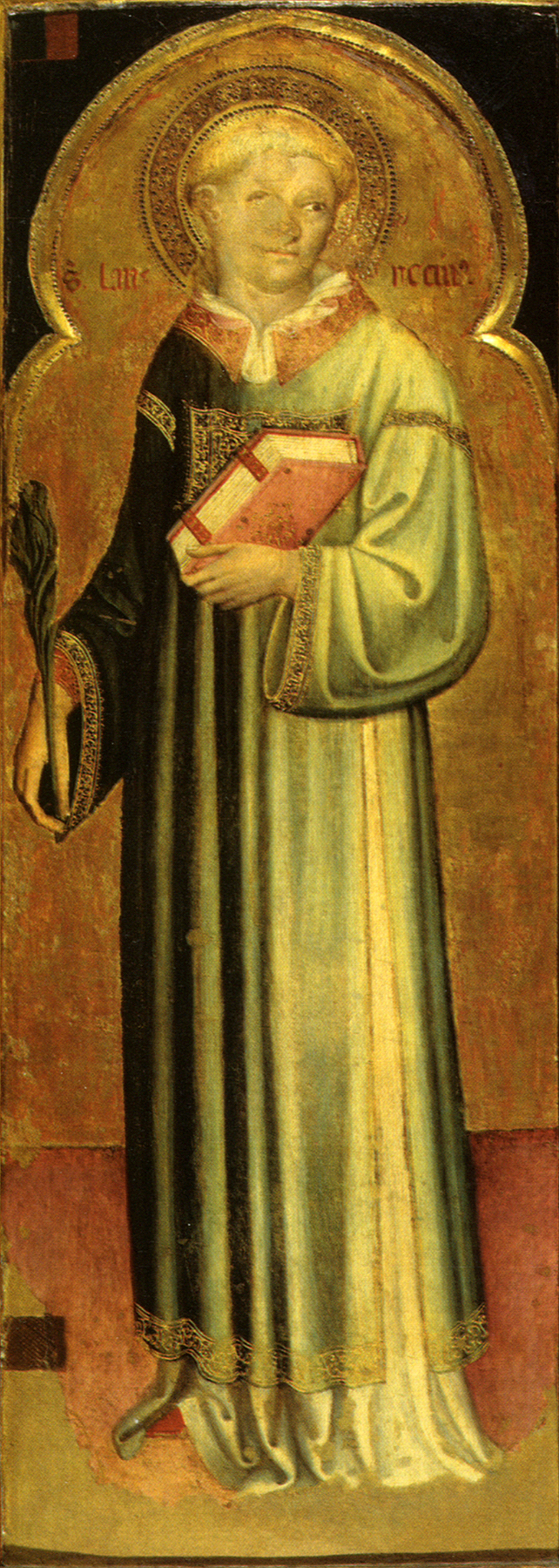
Святой Лаврентий (деталь полиптиха)
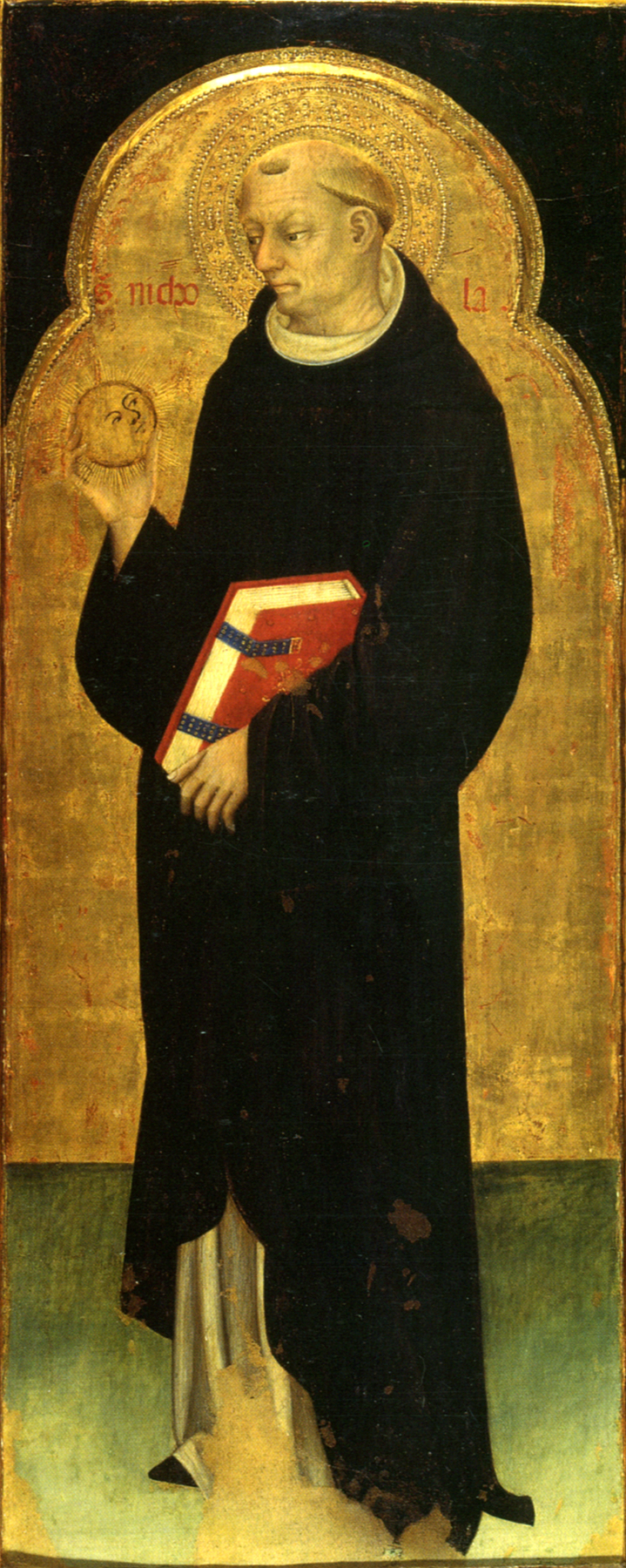
Святой Николай Толентинский (деталь полиптиха)
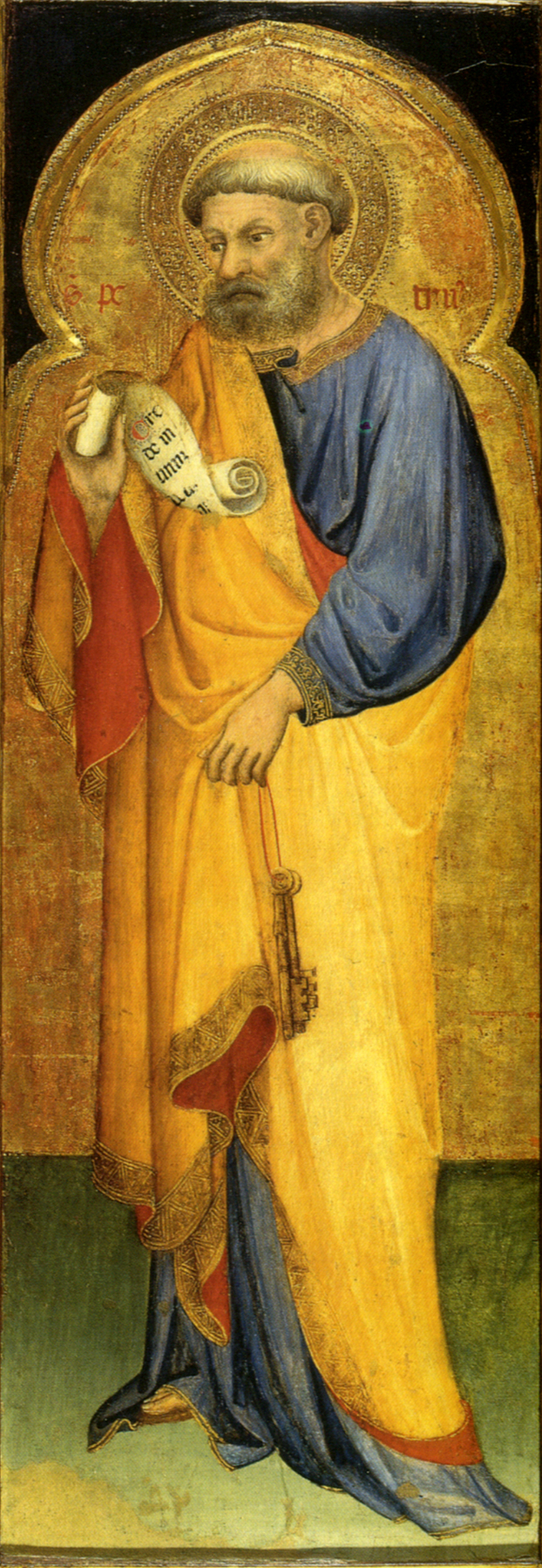
Святой Пётр (деталь полиптиха)
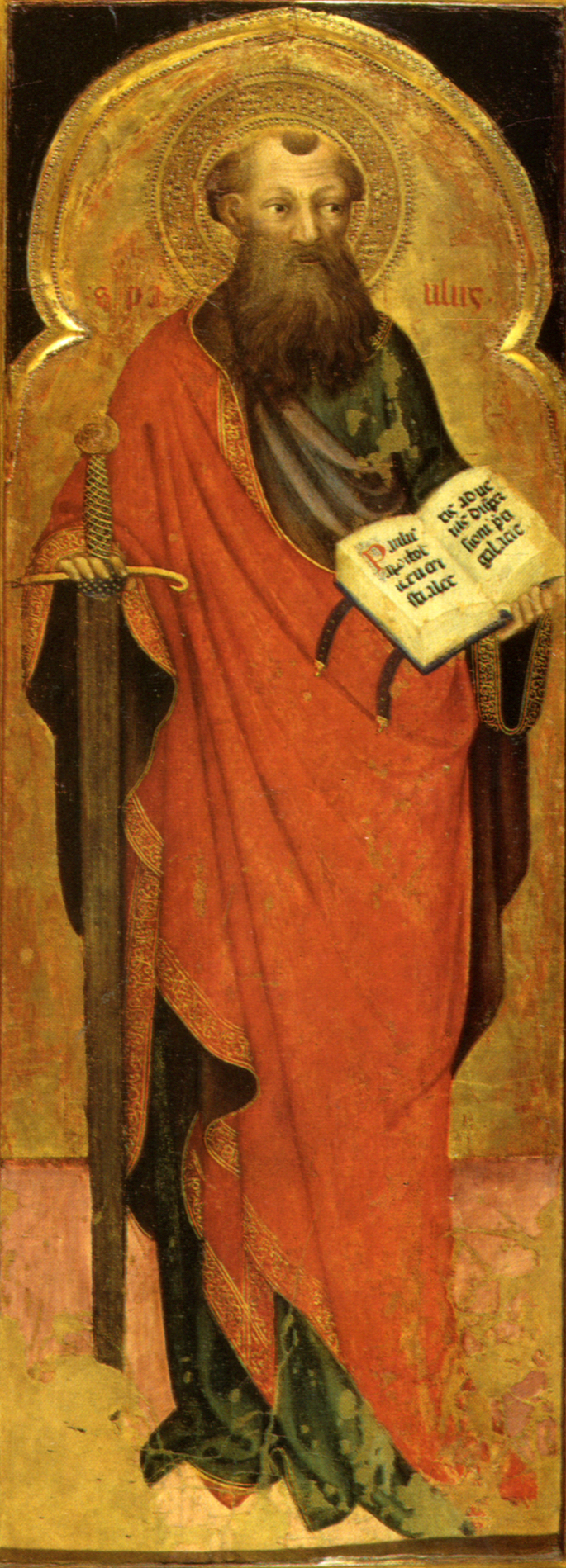
Святой Павел (деталь полиптиха)

- «Полиптих Святого Августина». Был создан для той же церкви Сант-Агостино в Веруккьо, что и расписной крест от 1404 года. Полиптих был разобран на части и распродан в разные коллекции. Он состоял из семи панелей среднего ряда и семи картин пределлы. Его атрибуция и реконструкция принадлежат Роберто Лонги. Четыре панели «Святой Лаврентий», «Святой Николай Толентинский», «Святой Пётр» и «Святой Павел» хранятся в Городском музее, Пезаро; одна панель «Иоанн Креститель» — в Институте Искусств, Детройт; четыре фрагмента пределлы — в Пинакотеке Ватикана: «Святая Моника приводит в школу Святого Августина», «Святой Августин преподаёт риторику», «Святой Амвросий крестит Августина», «Святой Августин передаёт устав своим последователям»; один фрагмент — в Музее изящных искусств, Лион — «Визит Понтициана к Святым Августину и Алипию». Произведение датируют 1413—1415 годами.
- «Мадонна с Младенцем, святыми Екатериной и Иустиной» («Мадонна делла Фралья»), 230х170 см, происходит из падуанской церкви Санта-Мария-дей-Серви. Муниципальный музей, Падуя.

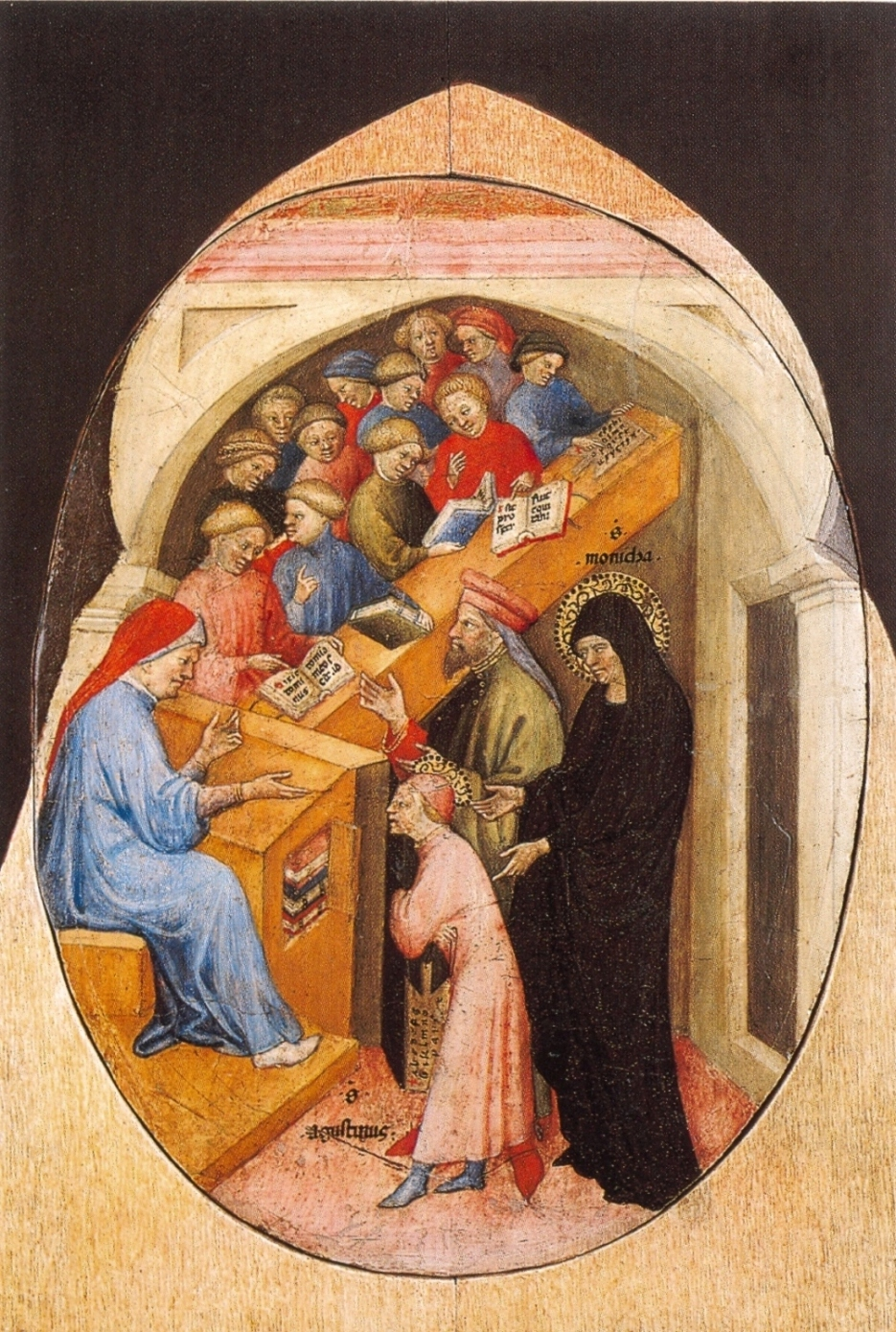
Святая Моника приводит в школу Святого Августина. Деталь пределлы
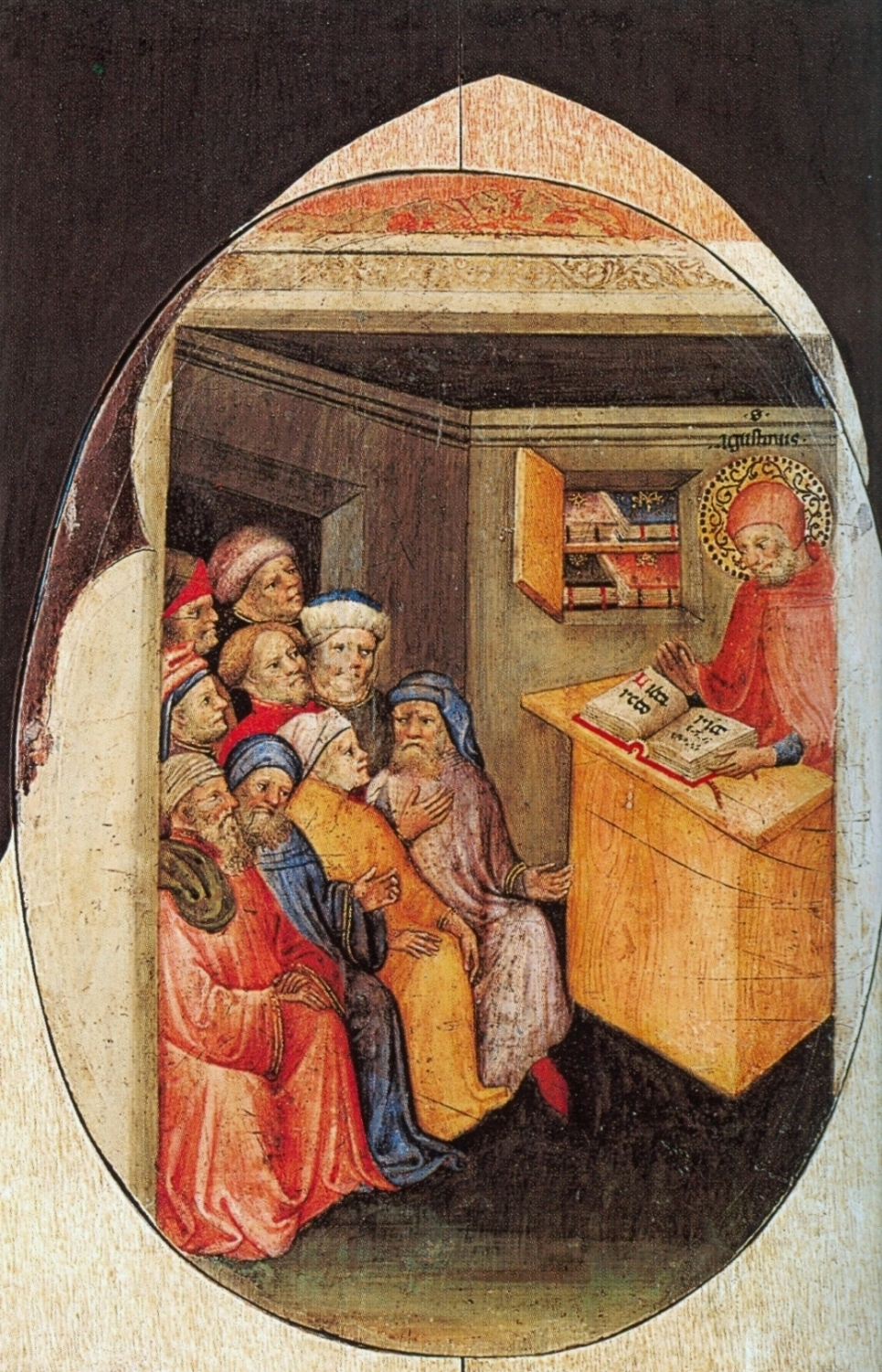
Святой Августин преподаёт риторику. Деталь пределлы
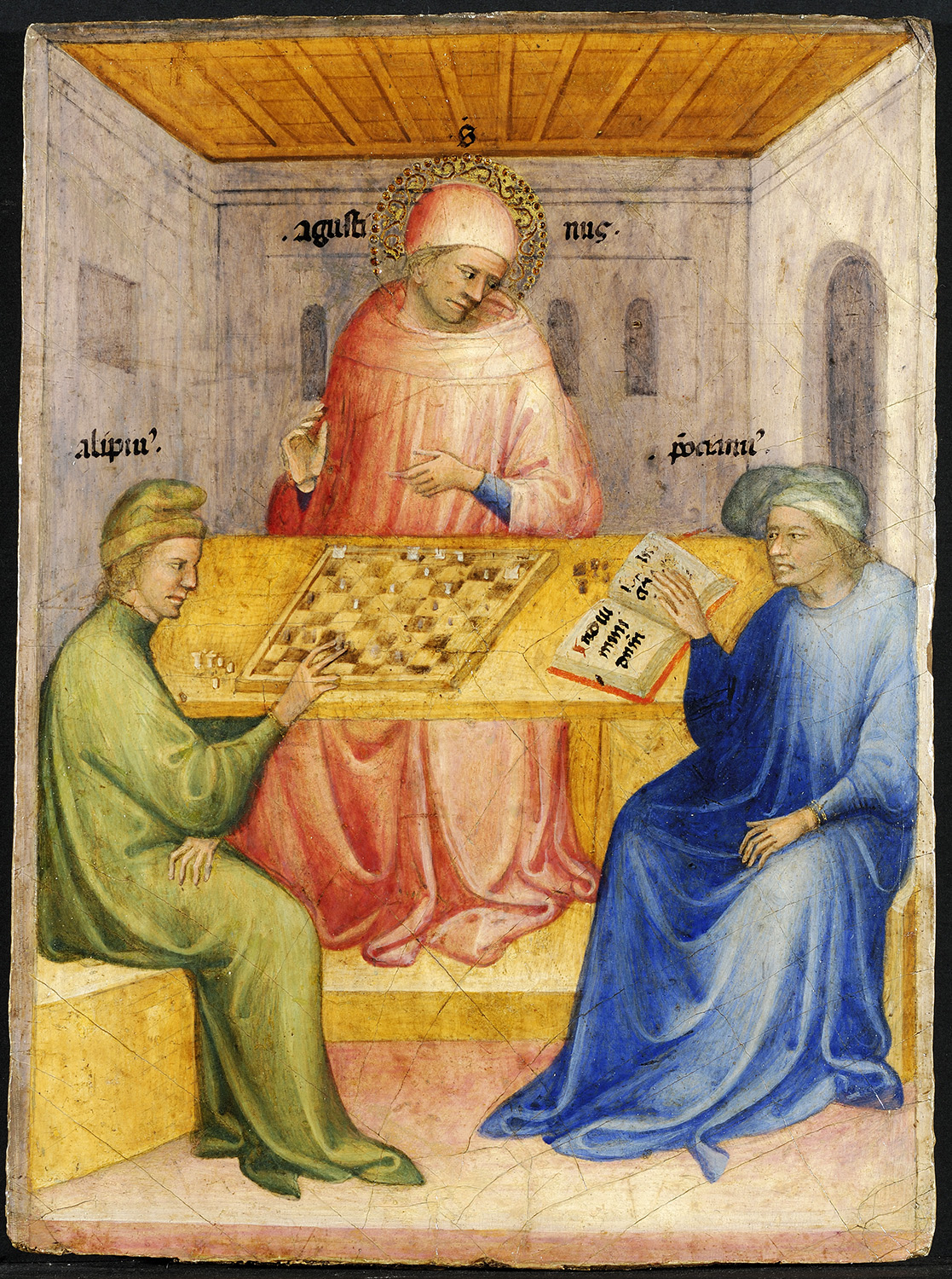
Визит Понтициана к святым Августину и Алипию. Панель пределлы
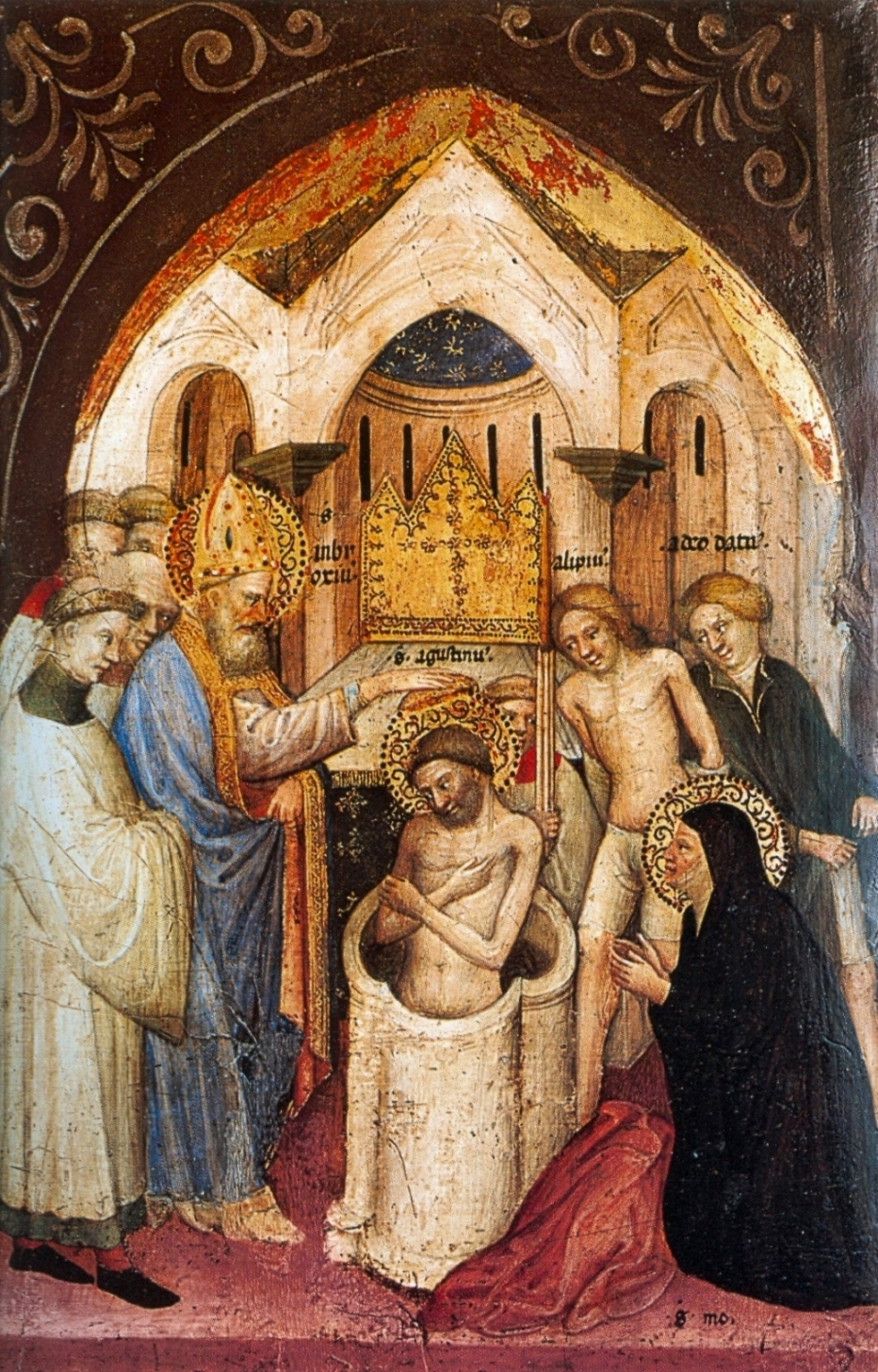
Святой Амвросий крестит Августина. Деталь пределлы
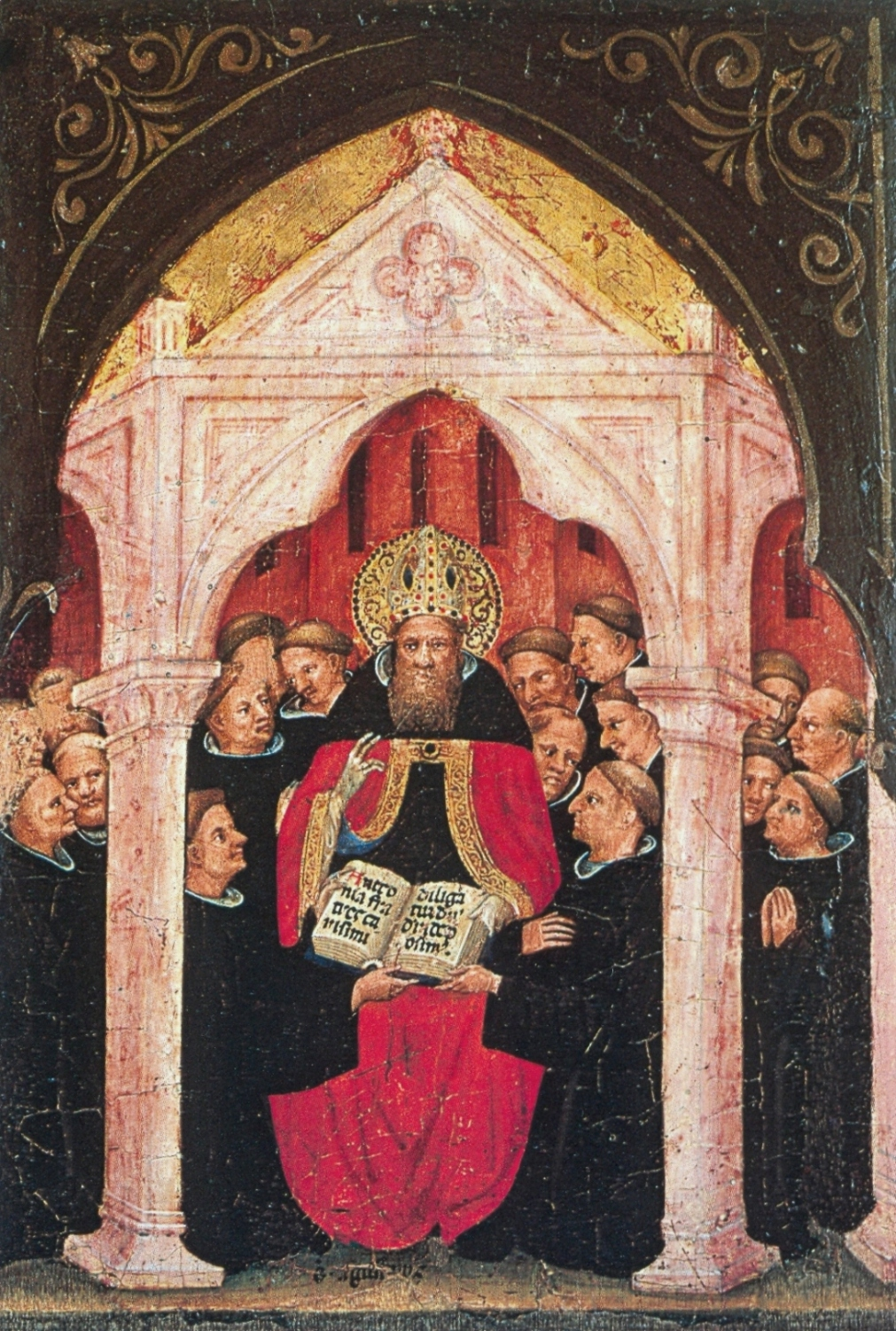
Святой Августин передаёт устав своим последователям. Деталь пределлы

- «Полиптих Святого Бенедикта», три части которого хранятся в галерее Уффици («Чудо с решетом», «Святой Бенедикт и отравленное вино», «Святой Бенедикт изгоняет дьявола из одержимого монаха») и одна часть — в Милане, Музей Польди Пеццоли («Победа Святого Бенедикта над страстями»). Произведение датируют 1415—1420 годами; ранее оно приписывалось разным мастерам интернациональной готики — Пизанелло, Микеле Джамбоно, Джентиле да Фабриано. Церковь, для которой оно было выполнено, неизвестна.
- «Коронование Девы Марии». Академиа-деи-Конкорди, Ровиго.

Работе Николо приписывают несколько «Мадонн»: «Мадонна с донатором, ангелами и Оплакивание» (1398, ГМИИ им. Пушкина, Москва), «Мадонна с Младенцем и донатором» (Музей Университета Боба Джонса, Нью-Йорк), «Мадонна Смирение» (1405—1410, Музей изобразительного искусства, Будапешт), «Мадонна Смирение» (Частное собрание).

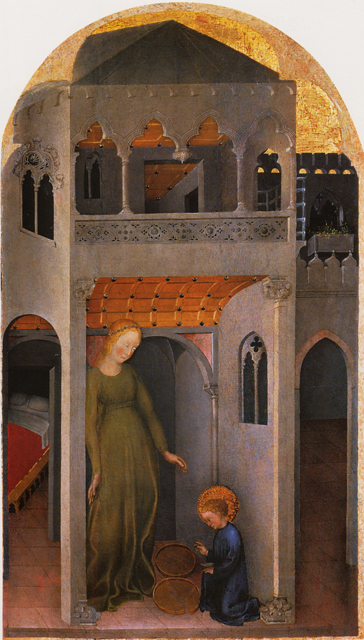
Чудо с решетом. Деталь Полиптиха Святого Бенедикта
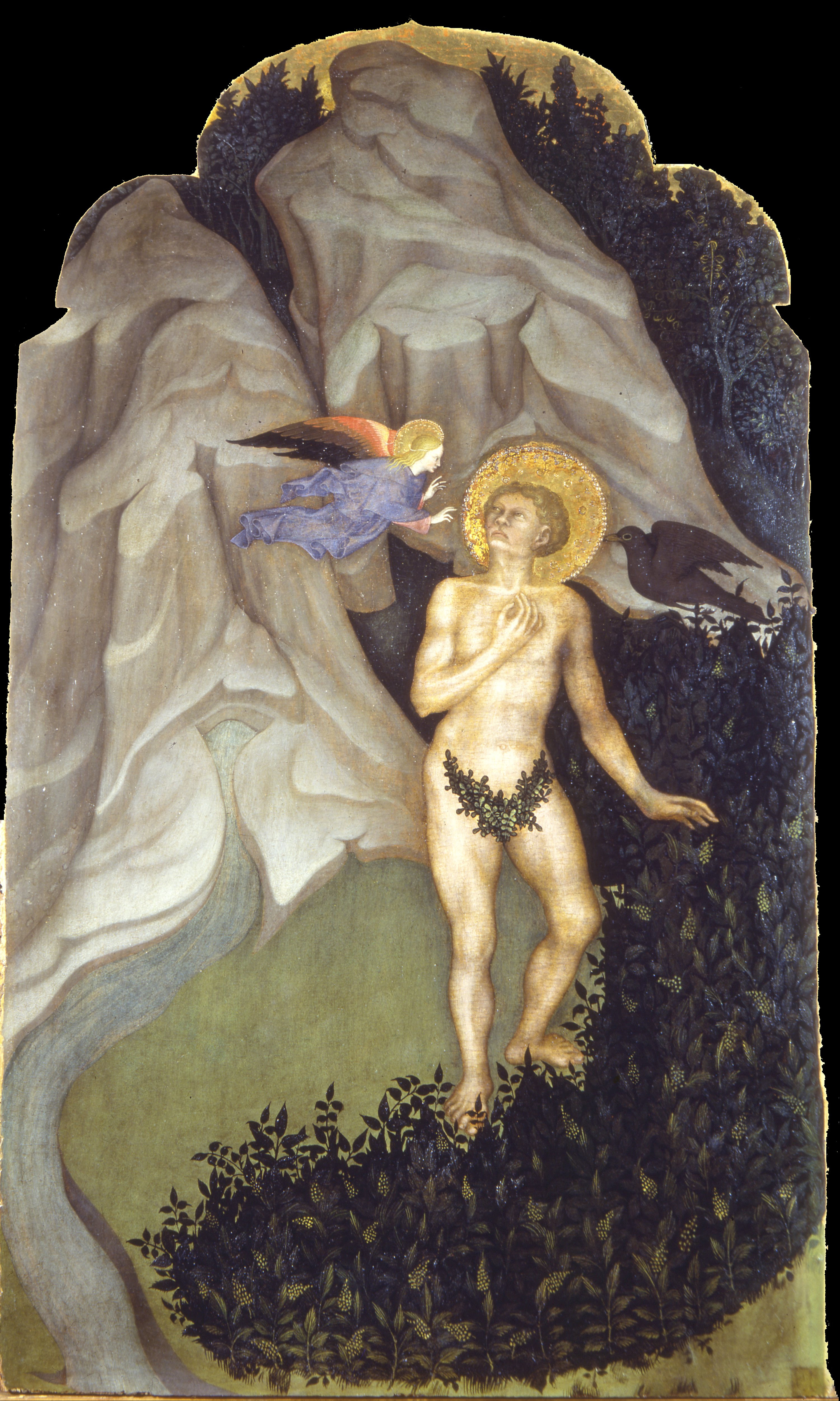
Победа св. Бенедикта над страстями. Деталь Полиптиха св. Бенедикта
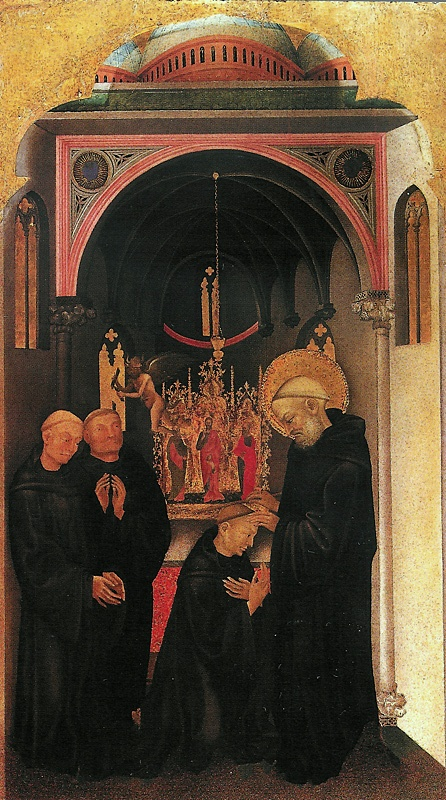
Святой Бенедикт изгоняет дьявола из одержимого монаха. Деталь Полиптиха Святого Бенедикта
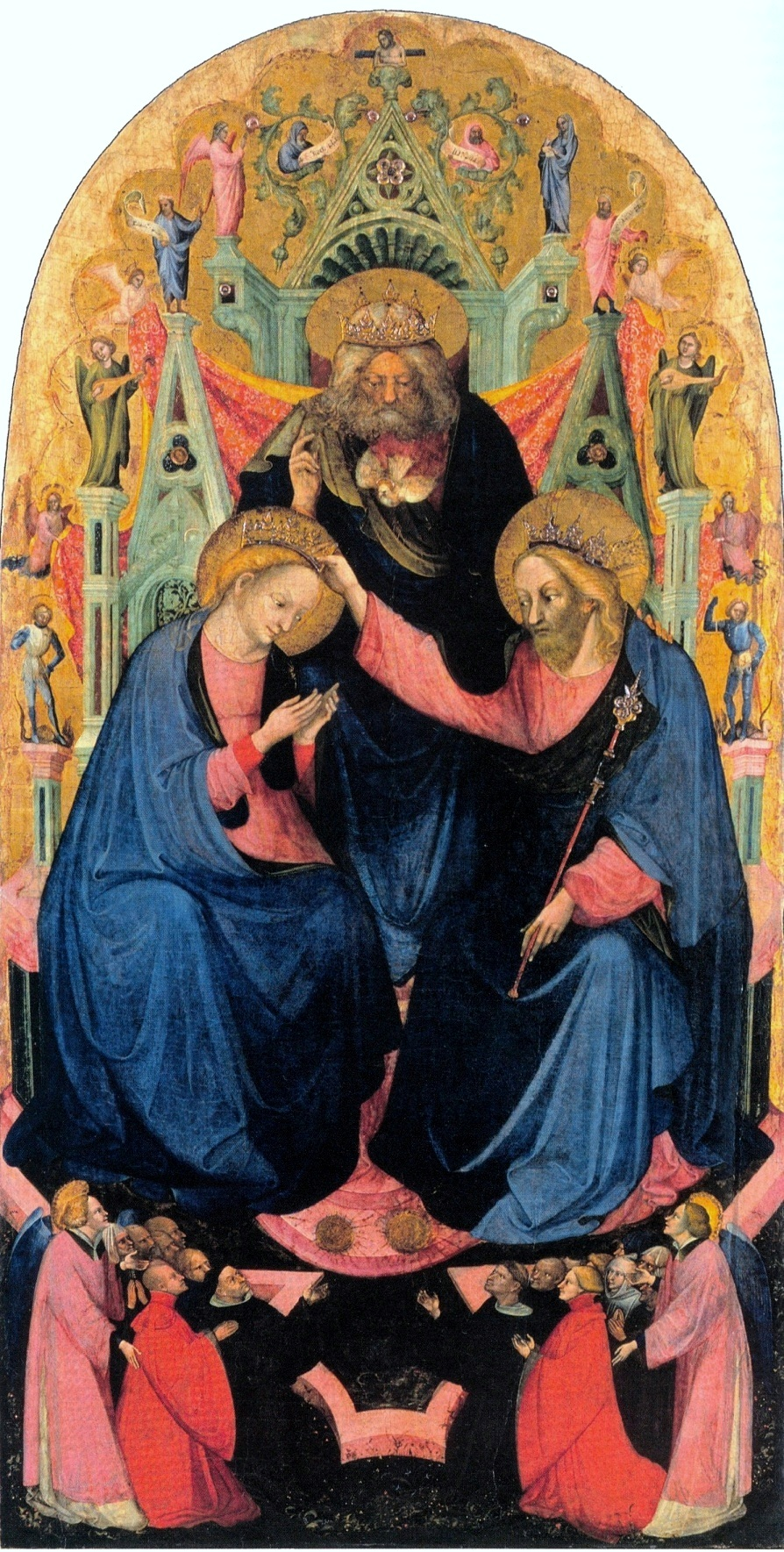
Коронование Девы Марии. Аккадемия-дей-Конкорди, Ровиго
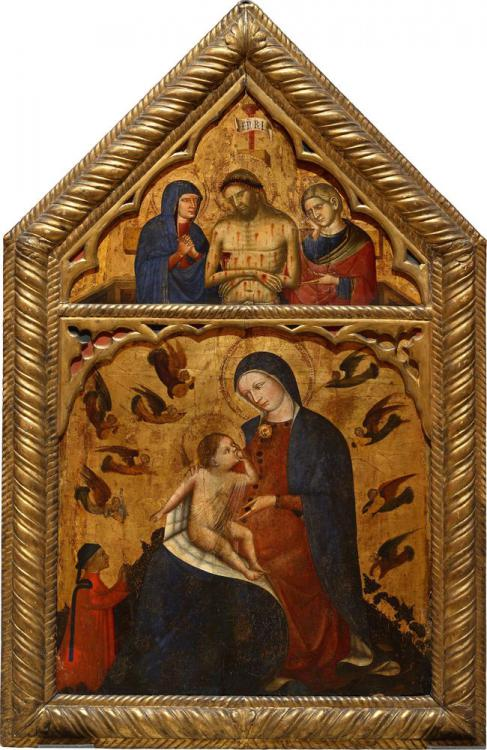
Мадонна с Младенцем и донатором/Оплакивание. ГМИИ им. Пушкина, Москва
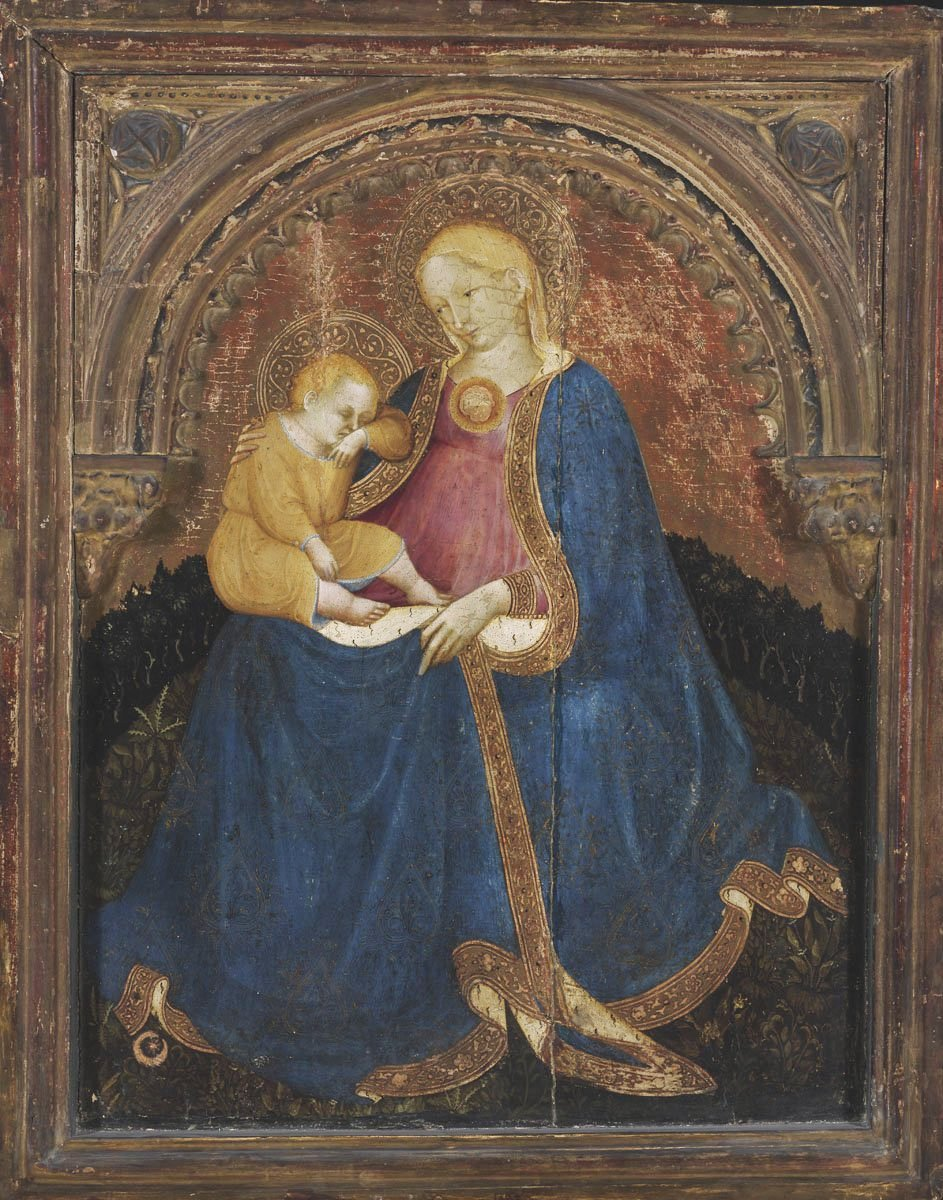
Мадонна с Младенцем (Мадонна Смирение). Ок. 1410. Музей изобразительного искусства, Будапешт
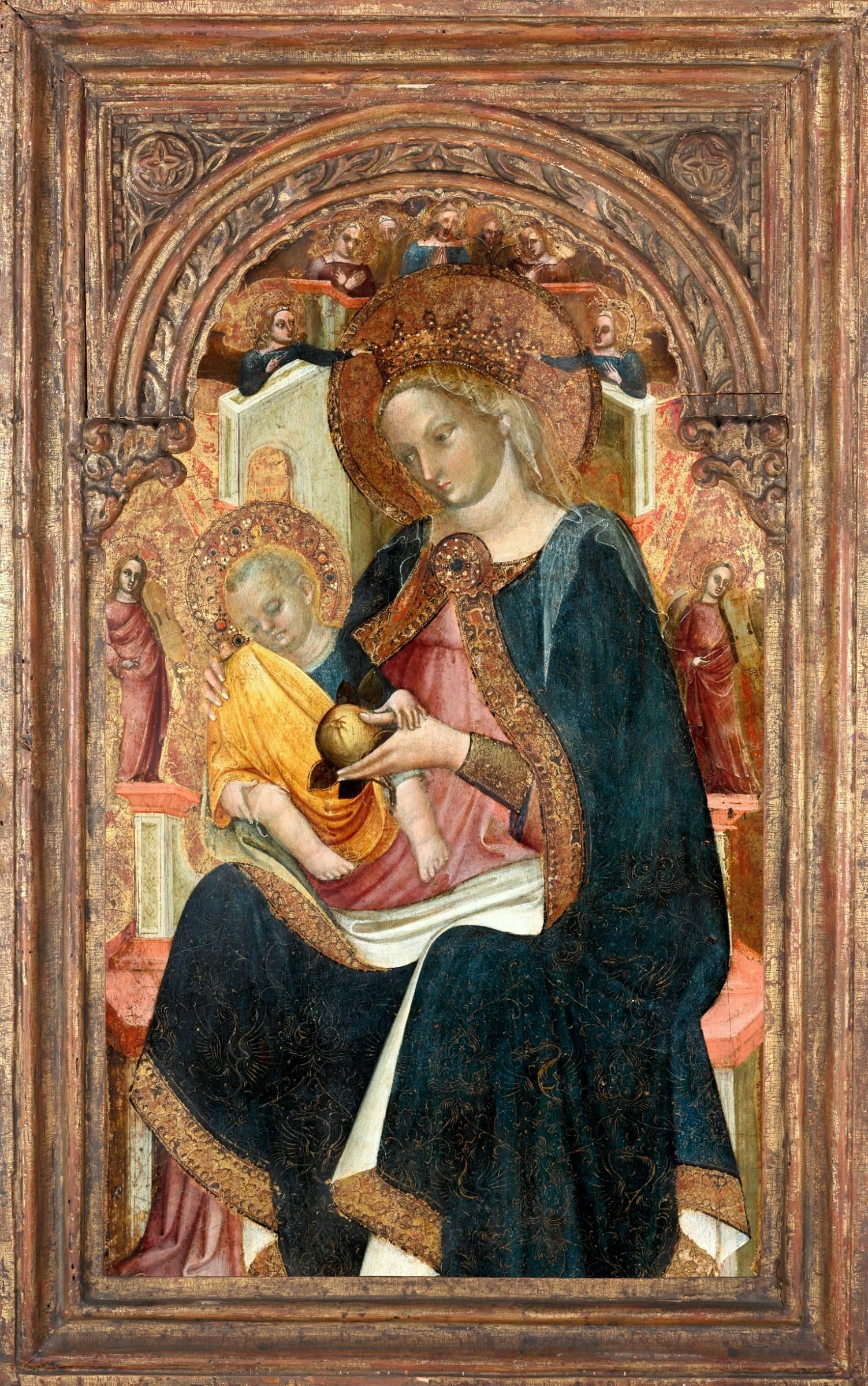
Мадонна с Младенцем. Ок. 1410. Музей искусств Фогга, Кембридж, Массачусетс, США